# Business News Network
Business News Network (BNN), seit 2018 als BNN Bloomberg, ist ein kanadischer Fernsehspartensender, der sich auf aktuelle Wirtschafts- und Finanzthemen in Nordamerika spezialisiert hat. Seit Dezember 2010 befindet sich das Sendestudio in der 299 Queen Street West in Downtown Toronto, Ontario und wird von Bell Media betrieben.

## Geschichte
1996 wurde ein Joint Venture zwischen der Thomson Corporation (50 % Anteil), WIC (25 %) und CanCom (25 %) vereinbart. Am 1. September 1999 begann der Sender mit der Ausstrahlung des Formats unter dem Namen Report on Business Television (kurz: ROBTv). Im Jahr 2000 übernahm das Unternehmen Canwest Global das Unternehmen WIC, was zu Spannungen innerhalb des Joint Venture führte, weil CanWest die Southam newspaper sowie die Zeitung The National Post übernommen hatte, welche miteinander konkurrierend operierten. Im gleichen Jahr transferierte die Thomson Corp. in ein neu gegründetes Unternehmen der Bell Globemedia, welche auch das Unternehmen CTV beinhaltete. Am 12. März 2007 erfolgte die Umbenennung des Senders in Business News Network.

## Sendeprogramm
Der Sender sendet größtenteils eigenproduzierte Sendungen, einige werden von anderen Sendeanstalten dazugekauft u. a. von Bloomberg Television. BNN sendet aktuelle Aktienkurse direkt von den Toronto Stock Exchange, NYSE, NASDAQ sowie weiteren wichtigen Börsenplätzen. Der Sender unterhält neben dem Hauptsitz in Toronto weitere Sendebüros an den Finanzplätzen NASDAQ an der Times Square in New York, sowie an der Börse in Calgary, Kanada.

### TV-Sendungen
- Berman’s Call
- Commodities
- Headline
- Market Call
- Market Call Tonight
- Market Morning
- SqueezePlay
- The Business News
- The Close
- Trading Day

## BNN HD
Am 28. November 2011 begann der Sender mit der parallelen Ausstrahlung seines Fernsehformats in HDTV. Der HD Sender wird in das digitale Kabelnetz von Bell Fibe TV und Shaw Cable eingespeist.

## Logos
| Logo      | Logo      | Logo      | Logo                | Logo      |
| 1999–2002 | 2002–2007 | seit 2007 | HD Sender seit 2011 | seit 2018 |
| --------- | --------- | --------- | ------------------- | --------- |